# Anésia Pinheiro Machado

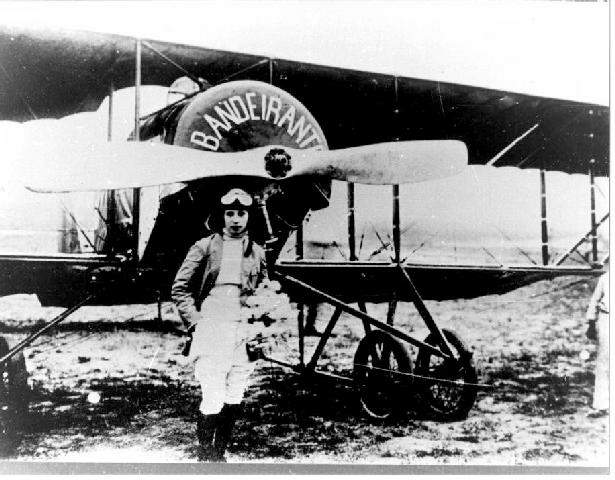
Anesia Pinheiro Machado vor dem Flugzeug, mit dem sie im September 1922 anlässlich des 100. Jahrestags der Unabhängigkeit Brasiliens zwischen São Paulo und Rio de Janeiro flog

 Anésia Pinheiro Machado (* 5. Juni 1904 in Itapetininga, Brasilien; † 10. Mai 1999 in Rio de Janeiro, Brasilien) war eine brasilianische Pilotin und Fluglehrerin. Sie war erste, die eine US-amerikanische Berufspilotenlizenz mit zusätzlichen Berechtigungen als Fluglehrerin und für das Fliegen nur mit Instrumenten erhielt. Sie war Ausbilderin für die brasilianische Luftwaffe und kommerzielle Fluggesellschaften. Ihren ersten Alleinflug absolvierte sie 1922 im Alter von 18 Jahren und war die erste Brasilianerin, die einen Überlandflug absolvierte.

## Leben und Werk

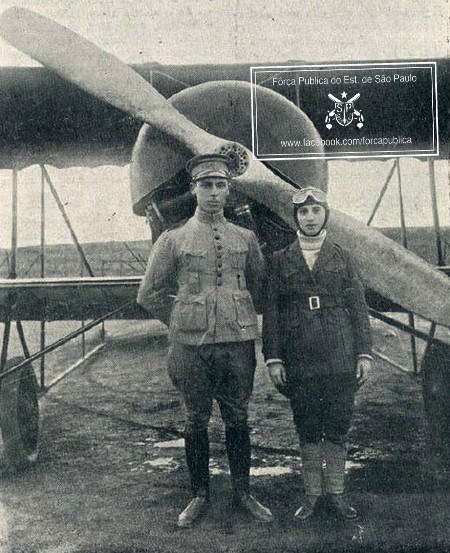
Pinheiro Machado und Reynaldo Gonçalves. 1922

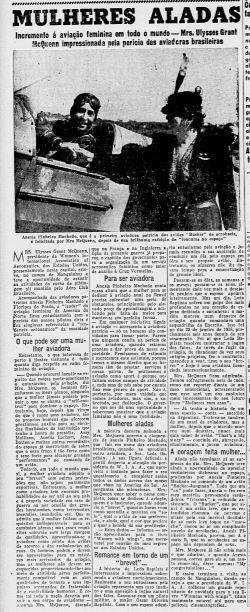
Ausschnitt aus der Zeitung A NOITE, der einen Artikel über Anésia Pinheiro Machado zeigt

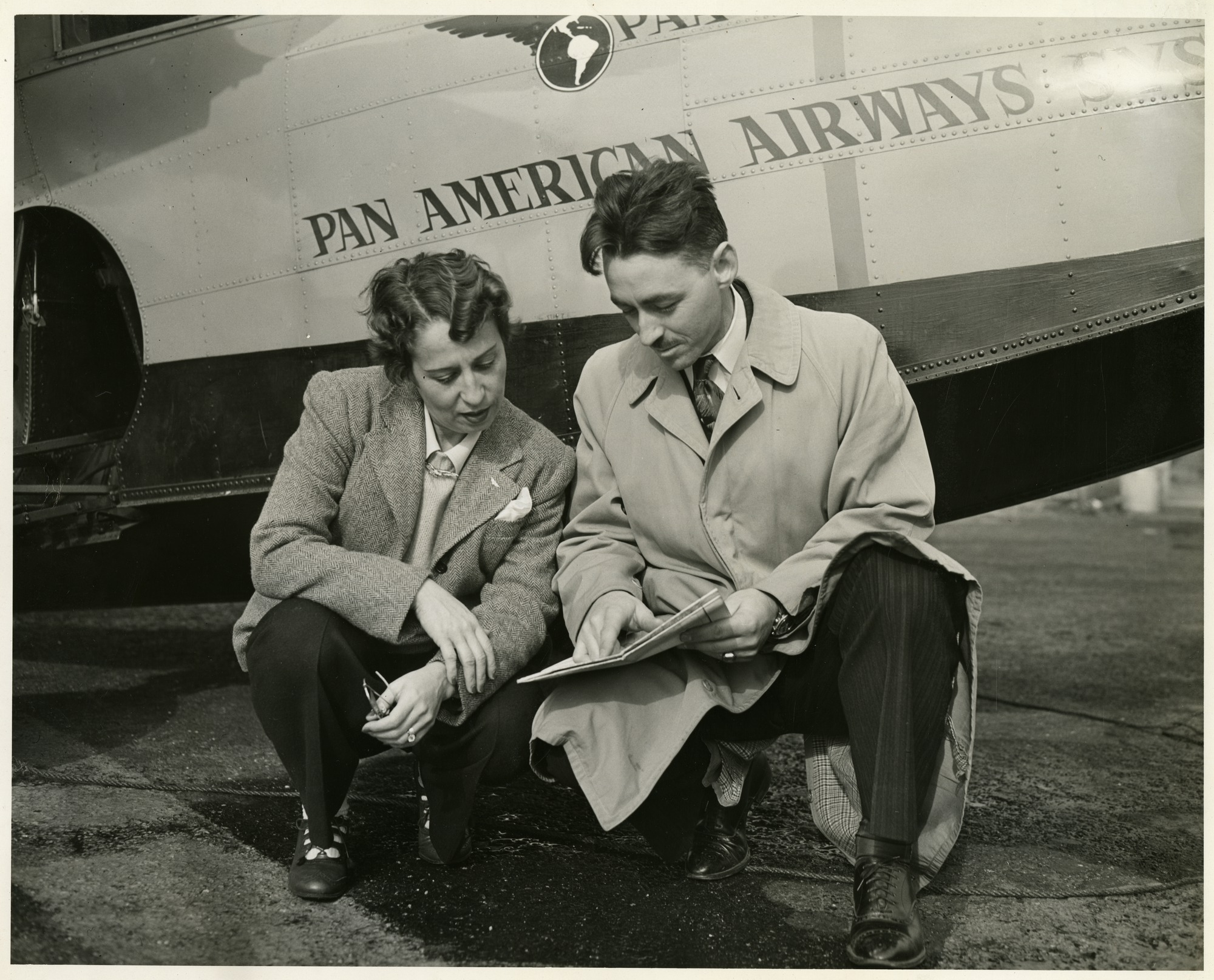
Die Pilotin Anesia Pinheiro Machado mit Donald Dionne, dem leitenden Ausbilder von Pan American Airways

Machado war die Tochter von Gustavo Gomes Pinheiro Machado und Aurélia Cândida de Vasconcelos Pinheiro Machado. Sie besuchte die Modelo-Schule und arbeitete bei Jornal Diário de Itapetininga. Mit dem Gehalt, das sie von der Zeitung Diário de Itapetininga erhielt, finanzierte sie ihre Ausbildung in Pharmazie und Zahnmedizin in Itapetininga. 1921 zog sie mit 17 Jahren in die Hauptstadt São Paulo, um das Fliegen von Flugzeugen zu erlernen. Sie begann ihr Studium bei dem deutschen Fluglehrer Fritz Roesler und absolvierte am 17. März 1922 ihren ersten Alleinflug als Pilotin eines Doppeldeckers vom Typ Caudron G-III. Ihren Führerschein mit der Nummer 77 erhielt sie am 9. April 1922 vom Aeroclube do Brasil und war damit die zweite Frau in Brasilien, die diesen Führerschein besaß. Die erste Frau war Thereza de Marzo, die denselben Lehrer hatte, den Alleinflug am selben Tag durchführte und am 8. April die Lizenznummer 76 erhielt.

## Bemerkenswerte Flüge
Am 23. April 1922 beförderte Machado als erste Fliegerin in Brasilien Passagiere in einem Flugzeug. Am 18. Mai 1922 gelang es ihr mit ihrer Freundin Jeanne Caille als Passagierin eine Höhe von 4124 Metern zu erreichen und damit einen weiblichen Höhenflugrekord aufzustellen. Am Ende des Fluges verkündete Ingenieur Jorge Corbisier, Präsident des Aeroclube de São Paulo, unter dem Applaus der Anwesenden das von ihr erzielte Ergebnis.
Am 7. September 1922 flog sie anlässlich des 100. Jahrestages der Unabhängigkeit als erste Fliegerin in einer Caudron G-III die 442 Kilometer lange Strecke zwischen São Paulo und Rio de Janeiro in etwa viereinhalb Tagen. Sie konnte nur anderthalb Stunden am Tag fliegen, da sie wegen schlechter Witterung für Wartungsarbeiten mehrfach anhalten musste. Danach wurde sie von Alberto Santos Dumont geehrt, der ihr eine Goldmedaille übersandte, eine Nachbildung einer Medaille, die er von Prinzessin Isabella von Brasilien erhalten hatte. Sie erhielt in Nordamerika später so großes Ansehen, dass es ihr auf einer ihrer Reisen gelang, die Aufmerksamkeit von Behörden auf sich zu ziehen, die mit der Erforschung des Weltraums zu tun hatten. Sie setzte sich dafür ein, dass einer der Krater auf dem Mond nach Dumont benannt werden sollte. Während der 15. Generalversammlung der International Aeronautical Union in Australien wurde der Name des Fliegers als neue Bezeichnung für den Krater genehmigt, der zuvor als Hadley-B bekannt war.
Im Juli 1924 nahm sie zusammen mit den Kapitänen Joaquim Távora, Juarez Távora und Índio do Brasil am Paulista-Aufstand von 1924 teil. Sie wurde mit ihnen verhaftet und später durch einen Putsch der Rebellen freigelassen. Ihre Teilnahme an der Revolte erfolgte mit einem Flug über die loyalistischen Truppen und das Schlachtschiff Minas Geraes, bei dem sie Blumen und Flugblätter mit der Aufschrift „Was wäre, wenn es eine Bombe wäre?“ warf. Aus diesem Grund erhielt sie ein Flugverbot. Von 1927 bis 1928 arbeitete sie als Journalistin und unterhielt eine Kolumne über die Luftfahrt in der Zeitung O Paiz. Sie arbeitete dann in der Abteilung für Presse und Propaganda (DIP) und in der gesetzgebenden Versammlung und kehrte erst 1939 zum Fliegen zurück.
Mitte 1939 flog sie nach Porto Seguro, um Gago Coutinho zu empfangen. Im Juli 1940 erhielt sie vom Department of Civil Aviation (DAC) ihre Privatpilotenlizenz. Sie war die erste brasilianische Fliegerin, die Prüfungen ablegte und eine Pilotenlizenz für Verkehrsflugzeuge erhielt.
Im Juli 1943 erhielt sie eine US-amerikanische Berufspilotenlizenz mit Zusatzberechtigungen als Ausbilderin und für das reine Instrumentenfliegen. Von 1944 bis 1947 war sie Ausbilderin im Air Force Reserve Officer Preparedness Center (CPOR) auf dem Luftwaffenstützpunkt Galeão Air Force Base und von 1944 bis 1948 war sie Ausbilderin bei Panair do Brasil.
Im Februar 1951 unternahm sie einen Transkontinentalflug in einem einmotorigen Flugzeug, dem Flugzeug Kian-Navion Super 260, von New York nach Rio de Janeiro. Sie überquerte die Anden durch den Paro del Aconcagua von Santiago de Chile nach Mendoza in Argentinien und nutzt dabei die Handelsroute. 1952 nahm sie am großen Freundschaftsflug teil und 1954 wurde sie auf der Istanbuler Konferenz von der International Aeronautical Federation zur Weltdekanin der Frauenluftfahrt ernannt. Bei dieser Gelegenheit erhielt sie das Paul Tissander-Diplom, Pionierin der französischen Luftfahrt.
In den USA wurde sie in mehreren Bundesstaaten als Ehrenbürgerin geehrt: Missouri, Oklahoma, Iowa, Louisiana und Kansas. Sie gehörte der von Amelia Earhart gegründeten Vereinigung Ninety Nines an.

## Mitwirkung in Filmen
Sie wirkte in den Filmen Hei de Vencer (1924) von Luiz de Barros und Quando Elas Querem (1925) von Eugênio Centenaro mit. Der Tag, an dem sie ihren Führerschein erhielt, wurde vom Filmemacher Gilberto Rossi dokumentiert. 1997 wurde sie im Alter von 93 Jahren auf dem 30. Festival de Brasília für die Stummfilme geehrt, in denen sie mitwirkte.
Die Filmregisseurin Ludmila Ferrola produzierte ein Jahr vor ihrem Tod den Dokumentarfilm Anésia, um Voo no Tempo, der 2001 in die Kinos kam. Darin erzählte Machado unter Beteiligung von Historikern und Luftfahrtexperten die Errungenschaften und Details ihres Lebens.
Sie war mit Marschall Antonio Appel Neto verheiratet, der 1970 starb.
Machado starb 1999 im Alter von 95 Jahren im Galeão Air Force Hospital in Rio de Janeiro.

## Ehrungen (Auswahl)

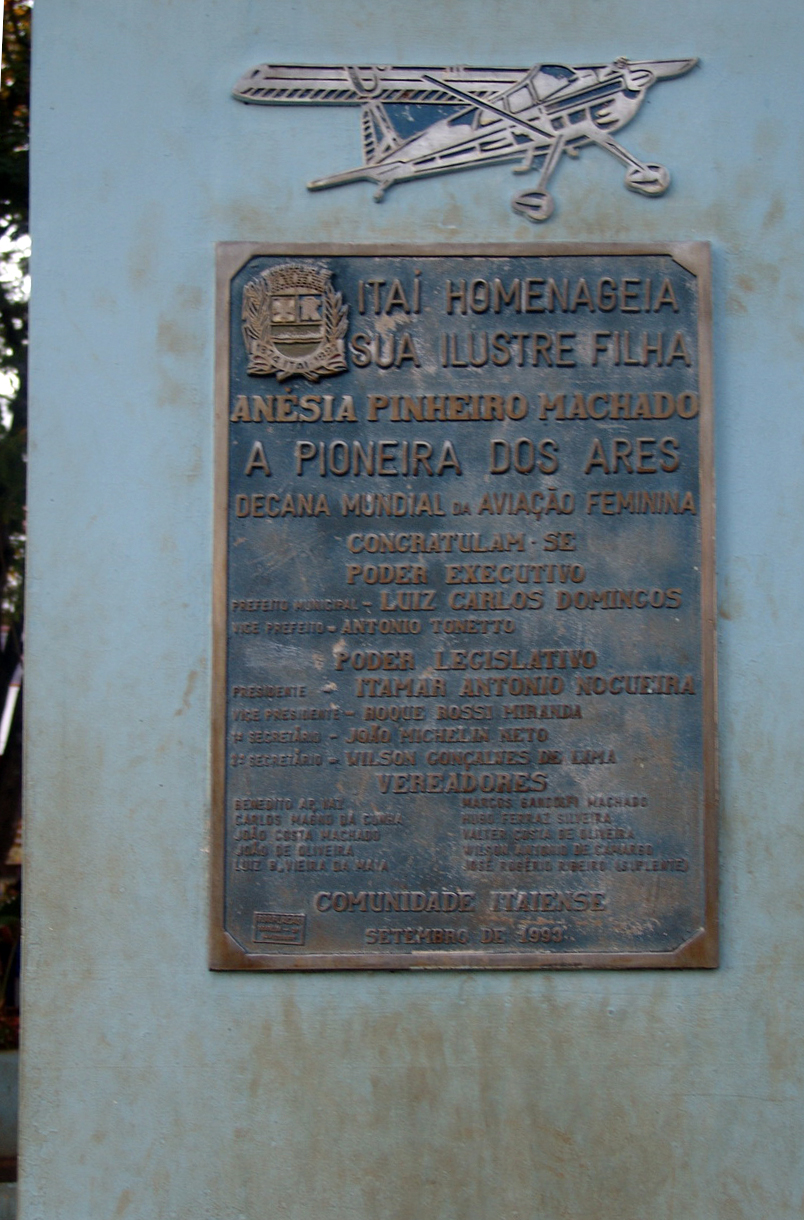
Gedenktafel Anésia Pinheiro Machado

- 1954: International Aeronautical Federation (FAI) – Weltdekanin für Frauenluftfahrt[12]
- 1989: Edward-Warner-Medaille
- Bronzestatue vor dem Kulturzentrum Brazílio Ayres de Aguirre am Praça Marechal Deodoro in Itapetininga[13][14]